# شهرداری زاریتاپ
شهرداری زاریتاپ (به ارمنی: Զառիթափ) یک شهرداری در ارمنستان است که در استان وایوتس‌جور واقع شده‌است. شهرداری زاریتاپ ۴۶۸ کیلومتر مربع مساحت و ۳٬۹۰۶ نفر جمعیت دارد.